# 張承 (孫呉)
張 承（ちょう しょう、178年 - 244年）は、中国三国時代の呉の武将・政治家。字は仲嗣。父は張昭。弟は張休・他一名。子は張震・女子二人（張妃・陸抗妻）。

## 略歴
若い時からその才能を知られ、諸葛瑾・歩騭・厳畯と親友の仲であった。孫権が驃騎将軍になると招聘され、その西曹掾となった。長沙西部都尉に就任すると、不服住民を平定し、1万5千の兵士を得た。その後、奮威将軍・濡須督となり、都郷侯に封じられた。
人物眼があり、彭城出身の蔡款や南陽出身の謝景といった人物を推挙した。2人はいずれも高官に昇った。また魯淑が成人すると、自分の後任として都督になる人物であると評価した。後に魯淑は武昌督、次いで夏口督に就任した。一方、弟の張休や縁戚の諸葛恪も名声を博していたが、張承はいずれ彼らが身を滅ぼすことを心配していた。
妻に先立たれると、父の張昭から諸葛瑾の娘を後妻に薦められる。親友である諸葛瑾と義理の親子関係となることを気にして最初は拒否していたが、孫権の仲介もあって婚姻することとなった。
嘉禾5年（236年）、父が病没した時、張承は既に爵位を得ていたため、弟の張休が父の爵位を継いでいる。
赤烏3年（240年）頃、80歳に達していた呂岱が質素な生活の中で職務に励んでいたことから、手紙を送ってこれを賞賛した。
赤烏5年（242年）、孫和が太子となると、後妻との間に生まれた娘がその妃として採り立てられるようになった。張承はあたかも弔問を受ける様であったという。
赤烏7年（244年）に死去。定侯と諡された。跡は子の張震が継いだ。

## 逸話
母である孫氏が張承を身籠っていた時、船に乗って長江を観光したことがあった。この時、三丈（2.41米）の白蛇が船に飛び込んできたという。このため吉祥のシンボルだとし、蛇を箱に入れて家に持ち帰った。しかし帰宅後に箱を開けると、蛇は姿を消していた。近所の人は「白鶴が張昭の屋敷から空へ飛んでいった」と言った。このため張承が生まれると、孫氏は白鶴という幼名を与えた。のち張昭・張承父子は高官に昇り栄達した。

## 評価
呉の周昭は「張承は厳畯と同様に私欲を棄てて学問に励んだ」とし、「諸葛瑾・歩騭・厳畯と比べると僅かに及ばない点があったが、その点を良く弁えて行動し、忠義を保った」と評している。また、孫登は孫権に宛てた遺言の中で「国家のために真心を尽くし、政治の根本に通じている」人物の1人として、陸機は『弁亡論』の中で「教養高く、その名声によって国家に栄誉をもたらした」人物の1人として、張承の名を挙げている。
『三国志』の編者である西晋の陳寿は、周昭の評価を引いた上で、顧邵・張承のことを「己を虚しくする人格者」と評している。